# Glu Mobile
Glu Mobile (ранее Sorrent, Inc. и Macrospace Ltd.) — одна из самых крупных компаний Великобритании по разработке мобильных игр и приложений.
Сейчас Glu Mobile обладает коллекцией из более 180 игр. Игры Glu Mobile пишет на платформах Java, Brew и i-mode.
Основной офис компании Glu Mobile расположен в Сан-Матео (штат Калифорния). Также имеются филиалы в Крефельде (Германия), Лондоне, Мадриде, Москве (в январе 2018 года его приобрела компания Saber Interactive) , Милане, Обержанвиле (Франция), Пекине, Сан-Паулу.
В апреле 2021 года была поглощена компанией Electronic Arts за 2,4 миллиарда долларов.